# Divina Galica
Divina Mary Galica (ur. 13 sierpnia 1944 roku w Bushey Heath w hrabstwie Hertfordshire) – brytyjska narciarka i zawodniczka startująca w wyścigach samochodowych.
Jedna z pięciu kobiet, która startowała w Mistrzostwach Świata Formuły 1.

## Życiorys
Jest wnuczką gen. Andrzeja Galicy, córką Władysława Galicy (1904-1951) i June Harrison-Broadley, primo voto Malet (1911-1991).

### Kariera narciarki alpejskiej
Karierę sportową zaczynała w narciarstwie. Reprezentowała Wielką Brytanię na trzech Zimowych Igrzyskach Olimpijskich (Innsbruck 1964, Grenoble 1968 oraz Sapporo 1972). Jej najlepszym wynikiem było siódme miejsce w slalomie gigancie w Sapporo (cztery lata wcześniej była ósma w tej samej konkurencji).
W zawodach Pucharu Świata jej najlepszym wynikiem było trzecie miejsce w zjeździe (dwukrotnie; Chamonix i Bad Gastein 1968).
W uznaniu zasług została odznaczona Kawalerią Orderu Imperium Brytyjskiego (1972).

### Kariera kierowcy wyścigowego
W 1974 roku gościnnie wzięła udział w wyścigu samochodowym na torze Oulton Park, co zapoczątkowało nowy rozdział w jej karierze. Wkrótce zaliczyła dalsze występy w kartingu oraz Formule 2.
W 1976 roku startowała w nowo powstałej serii Shellsport F1 (bazującej w Wielkiej Brytanii), gdzie używano starszych modeli samochodów Formuły 1. W klasyfikacji końcowej zajęła wysokie, czwarte miejsce.
Dobra postawa w Shellsport zaowocowała zgłoszeniem do Grand Prix Wielkiej Brytanii na torze Brands Hatch, ale za kierownicą samochodu Surtees nie zdołała zakwalifikować się do wyścigu. W tym przypadku została dopiero drugim – z trojga – zawodnikiem, który używał numeru startowego "13" w historii Formuły 1 (pierwszym był Moisés Solana w 1963 roku, trzecim – Pastor Maldonado w latach 2014-2015).
W 1977 roku kontynuowała występy w Shellsport F1. Zajęła szóste miejsce w klasyfikacji generalnej; jej najlepszymi wynikami w sezonie było dwukrotnie osiągnięte drugie miejsce (Snetterton, Donington Park).
W 1978 roku po raz kolejny, tym razem w barwach Hesketha, próbowała zakwalifikować się do wyścigów Formuły 1, lecz po nieudanych występach w Argentynie i Brazylii powróciła do Shellsport F1 (przemianowanej na Aurora F1 Series).
W trakcie kolejnych trzech sezonów istnienia tego cyklu jej najlepszym wynikiem było ponownie drugie miejsce (Zandvoort 1978), ale w klasyfikacji generalnej zajęła odpowiednio czternastą i dwukrotnie dwudziestą pozycję.
Oprócz trzech zgłoszeń do eliminacji mistrzostwa świata, wzięła także udział w dwóch wyścigach niezaliczanych do punktacji (Race Of Champions 1977, gdzie zajęła dwunaste miejsce i BRDC International Trophy 1978, którego nie ukończyła z powodu wypadku).

### Dalsza kariera
Po upadku Aurora F1 Series w 1980 roku startowała w wyścigach samochodów sportowych. Po zakończeniu kariery została instruktorem w szkole dla młodych kierowców Skipa Barbera. W 2005 roku objęła funkcję dyrektora w firmie iRacing, zajmującej się symulatorami wyścigowymi.
Na początku lat 90. XX wieku wróciła do narciarstwa. Na ZIO w Albertville startowała w pokazowej konkurencji narciarstwa szybkościowego. W 1994 roku ustanowiła rekord prędkości w kategorii kobiet (200,699 km/h), co do dziś pozostaje siódmym najlepszym wynikiem w historii.

## Osiągnięcia w narciarstwie alpejskim

### Igrzyska olimpijskie
| Miejsce | Dzień     | Rok  | Miejscowość | Konkurencja | Czas biegu | Strata | Zwyciężczyni        |
| ------- | --------- | ---- | ----------- | ----------- | ---------- | ------ | ------------------- |
| DSQ1    | 1 lutego  | 1964 | Innsbruck   | Slalom      | 1:29,86    | -      | Christine Goitschel |
| 23.     | 3 lutego  | 1964 | Innsbruck   | Gigant      | 1:52,24    | +8,55  | Marielle Goitschel  |
| 30.     | 6 lutego  | 1964 | Innsbruck   | Zjazd       | 1:55,39    | +8,71  | Christl Haas        |
| 32.     | 10 lutego | 1968 | Grenoble    | Zjazd       | 1:40,87    | +8,52  | Olga Pall           |
| DNF1    | 13 lutego | 1968 | Grenoble    | Slalom      | 1:25,86    | -      | Marielle Goitschel  |
| 8.      | 15 lutego | 1968 | Grenoble    | Gigant      | 1:51,97    | +4,61  | Nancy Greene        |
| 26.     | 5 lutego  | 1972 | Sapporo     | Zjazd       | 1:36,68    | +4,90  | Marie-Theres Nadig  |
| 7.      | 8 lutego  | 1972 | Sapporo     | Gigant      | 1:29,90    | +2,82  | Marie-Theres Nadig  |
| 15.     | 11 lutego | 1972 | Sapporo     | Slalom      | 1:31,24    | +9,26  | Barbara Cochran     |

### Mistrzostwa świata
| Miejsce | Dzień       | Rok  | Miejscowość | Konkurencja | Czas biegu | Strata      | Zwyciężczyni        |
| ------- | ----------- | ---- | ----------- | ----------- | ---------- | ----------- | ------------------- |
| DSQ1    | 1 lutego    | 1964 | Innsbruck   | Slalom      | 1:29,86    | -           | Christine Goitschel |
| 23.     | 3 lutego    | 1964 | Innsbruck   | Gigant      | 1:52,24    | +8,55       | Marielle Goitschel  |
| 30.     | 6 lutego    | 1964 | Innsbruck   | Zjazd       | 1:55,39    | +8,71       | Christl Haas        |
| 22.     | 5 sierpnia  | 1966 | Portillo    | Slalom      | 1:30,48    | +7,76       | Annie Famose        |
| 22.     | 11 sierpnia | 1966 | Portillo    | Gigant      | 1:22,64    | +8,69       | Marielle Goitschel  |
| 24.     | 14 sierpnia | 1966 | Portillo    | Zjazd       | 1:33,42    | +8,43       | Marielle Goitschel  |
| 10.     | 14 sierpnia | 1966 | Portillo    | Kombinacja  | 8,76 pkt   | +154,87 pkt | Marielle Goitschel  |
| 32.     | 10 lutego   | 1968 | Grenoble    | Zjazd       | 1:40,87    | +8,52       | Olga Pall           |
| DNF1    | 13 lutego   | 1968 | Grenoble    | Slalom      | 1:25,86    | -           | Marielle Goitschel  |
| 8.      | 15 lutego   | 1968 | Grenoble    | Gigant      | 1:51,97    | +4,61       | Nancy Greene        |
| DNF     | 11 lutego   | 1970 | Val Gardena | Zjazd       | 1:58,34    | -           | Annerösli Zryd      |
| 16.     | 13 lutego   | 1970 | Val Gardena | Slalom      | 1:40,44    | +9,22       | Ingrid Lafforgue    |
| 10.     | 14 lutego   | 1970 | Val Gardena | Gigant      | 1:20,46    | +1,46       | Betsy Clifford      |
| 26.     | 5 lutego    | 1972 | Sapporo     | Zjazd       | 1:36,68    | +4,90       | Marie-Theres Nadig  |
| 7.      | 8 lutego    | 1972 | Sapporo     | Gigant      | 1:29,90    | +2,82       | Marie-Theres Nadig  |
| 15.     | 11 lutego   | 1972 | Sapporo     | Slalom      | 1:31,24    | +9,26       | Barbara Cochran     |

### Puchar Świata

#### Miejsca w klasyfikacji generalnej
- sezon 1967/1968: 11.
- sezon 1968/1969: 29.
- sezon 1969/1970: 28.
- sezon 1970/1971: 23.

#### Miejsca na podium
1. Bad Gastein – 17 stycznia 1968 (zjazd) – 3. miejsce
2. Chamonix – 23 lutego 1968 (zjazd) – 3. miejsce